# Органа
Органа е владетел на утигурите от 617 – 629 до 630 г. Той е вуйчо на хан Кубрат.
Някои изследователи го отъждествяват с известния от „Именника на българските ханове“ наместник Гостун, докато други отхвърлят такава връзка и смятат Органа за местен владетел, управлявал преди Гостун.